# Fleurbaix
Fleurbaix é uma comuna francesa na região administrativa de Altos da França, no departamento de Pas-de-Calais. Estende-se por uma área de 12,86 km². Em 2010 a comuna tinha 2 774 habitantes (densidade: 215,7 hab./km²).